# تاريخ الصين

المناطق التقريبية التي كانت تشغلها الأسر المختلفة بالإضافة إلى الحالات السياسية المختلفة عبر تاريخ الصين.

تاريخ الصين نشأت الحضارة الصينية في العديد من المراكز الإقليمية عبر قرى النهر الأصفر ونهر يانغتزي في العصر الحجري الحديث، إلا أنه يقال أنّ البحر الأصفر هو مهد الحضارة الصينية، فمع آلاف السنوات من التاريخ المستمر، تعد الصين واحدة من أقدم الحضارات في العالم. ويمكن العثور على تاريخ الصين المكتوب في وقت مبكر مع مملكة شانغ (حوالي 1700–1046 قبل الميلاد)، رغم أن النصوص التاريخية القديمة مثل سجلات المؤرخ الكبير (حوالي 100 قبل الميلاد) وحوليات الخيزران تؤكد تواجد أسرة شيا قبل شانغ. وقد تطور قدر كبير من ثقافة الصين وأدابها وفلسفتها بشكل أكبر أثناء مملكة تشو (1045–256 قبل الميلاد).
وقد بدأت مملكة تشو للرضوخ للضغوط الخارجية والداخلية في القرن الثامن قبل الميلاد، وتم تقسيم المملكة في النهاية إلى دول صغيرة، بدءًا من فترة الربيع والخريف وحتى الوصول إلى التغير الكامل في حقبة الممالك المتحاربة. وتعد تلك واحدة من الفترات المتعددة للدول الفاشلة في التاريخ الصيني (حيث إن أحدثها هي الحرب الأهلية الصينية).
وبين فترات الممالك وأمراء الحرب، قامت الممالك الصينية بحكم أجزاء أو كل الصين، في بعض العصور، بما في ذلك الفترة المعاصرة، امتدت السيطرة حتى شينغيانغ و / أو التبت. وقد بدأت تلك الممارسة مع مملكة تشين: في عام 221 قبل الميلاد، حيث قام تشين شي هوانج بتوحيد الممالك المتحاربة وخلق أول إمبراطورية صينية. وقد قامت الممالك المتعاقبة في التاريخ الصيني بتطوير أنظمة بيرقراطية أتاحت الفرصة لإمبراطور الصين بالتحكم بشكل مباشر في الأقاليم المتسعة.
والنظرة التقليدية للتاريخ الصيني تشير إلى الوحدة والتفكك السياسي بشكل متبادل، حيث تمت السيطرة في بعض الأوقات على الصين شعوب السهوب، والذين تم استيعاب أغلبهم ضمن سكان قومية الهان. وتعد التأثيرات الثقافية والسياسية، من العديد من أجزاء آسيا، والتي نجمت عن موجات متتابعة من الهجرة والتوسع والاستيعاب الثقافي جزءًا من الثقافة المعاصرة للصين.

## الصين القديمة

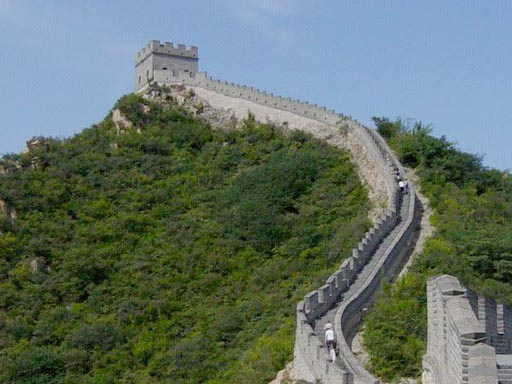
سور الصين العظيم: شاهدٌ على تحصينات الصين القديمة – برج مراقبة بالقرب من ممر بادالينغ

اعتاد المؤرخون الصينيون في فترات لاحقة على فكرة أن كانت الصين في العصر المبكر تحت سيطرة سلالة واحدة، ولكن الوضع السياسي في أوائل الصين كان أكثر تعقيدا. ومن ثم، كما يقترح بعض علماء الصين، وشيا وتشانغ يمكن أن تشير إلى الكيانات السياسية التي كانت موجودة في وقت واحد ، تماما كما كان موجودا في وقت مبكر تشو في نفس الوقت كما شانغ.
سلالة شيا (1600-2070 ق.م)
سلالة شيا في الصين (من 2070 إلى 1600 قبل الميلاد) هي أقدم السلالات الثلاث الموصوفة في السجلات التاريخية القديمة مثل سجلات سيما شيان للمؤرخ الكبير وحوليات الخيزران. تعتبر السلالة أسطورية بشكل عام من قبل العلماء الغربيين ، ولكن في الصين ترتبط عادة بموقع العصر البرونزي المبكر في إيرليتو الذي تم حفره في خنان في عام 1959. بما أنه لم يتم التنقيب عن أي كتابة في إيرليتو أو أي موقع معاصر آخر ، فلا توجد طريقة لإثبات ما إذا كان سلالة شيا موجودة من أي وقت مضى. وعلى أية حال، فإن موقع إرليتو لديه مستوى من التنظيم السياسي لا يتعارض مع أساطير شيا المسجلة في النصوص اللاحقة. فإن موقع إرليتو لديه أول دليل على النخبة التي أجرت الطقوس باستخدام السفن البرونزية الزهر، والتي سيتم اعتمادها في وقت لاحق من قبل شانغ وتشو.
سلالة شانغ (1046–1600 ق. م)
تشهد الأدلة الأثرية، مثل عظام الأوراكل والبرونز، والنصوص المرسلة على الوجود التاريخي لسلالة شانغ (1600-1046 قبل الميلاد). تأتي النتائج المستخلصة من فترة شانغ السابقة من الحفريات في إرليجانغ، بالقرب من تشنغتشو الحالية، وتشانغتشنغ. تم العثور على نتائج من فترة شانغ أو يين (殷).

## الصين الإمبراطورية
نُقسم فترة الصين الإمبراطورية إلى ثلاث فترات فرعية: المبكرة والوسطى والمتأخرة.
من الأحداث الكبرى في الفترة المبكرة توحيد تشين للصين ثم استبدالهم بسلالة هان، والانقسام الأول الذي تبعه توحيد جين، وخسارة شمال الصين. وتميزت الفترة الفرعية الوسطى بتوحيد سوي وتبعته سلالة تانغ والانقسام الثاني وتوحيد سونغ. وشملت الفترة الفرعية المتأخرة سلالات يوان ومينغ وتشينغ.

### سلالة تشين (221-206)
كثيرًا ما يشير المؤرخون إلى الفترة الممتدة من حكم تشين إلى سقوط أسرة تشينغ باسم الصين الإمبراطورية. دام عهد التوحيد في زمن إمبراطور تشين الأول 12 عامًا فقط، تمكنت تشين خلالها من السيطرة على مناطق واسعة من أرض الهان الصينية وتوحيد الأراضي في ظل حكومة قانونية مركزية صارمة مقرها شيانيانغ (قرب شيان الحديثة). أكد الطابع القانوني للدولة في عهد تشين على الالتزام الصارم بالتشريعات القانونية والسلطة المطلقة للإمبراطور. ورغم نجاح هذه الفلسفة في توسيع الإمبراطورية عسكريًا، فقد أثبتت عدم فائدتها للحكم في زمن السلم. فرض إمبراطور تشين صمت المعارضة السياسية بوحشية، ويندرج في هذا السياق الحدث المعروف باسم حرق الكتب ودفن العلماء. كان هذا الحدث من دوافع توليفة هان اللاحقة التي ضمت المدارس الأكثر اعتدالًا في الحكم السياسي.
تمثلت المساهمات الرئيسية لتشين في تقديم مفهوم الحكومة المركزية، وتوحيد وتطوير القانون، واللغة المكتوبة، والقياس، والعملة الصينية، جاء ذلك بعد نوائب عصر الربيع والخريف وحقبة الممالك المتحاربة. شمل التوحيد أمورًا بسيطة مثل طول محاور العربات –الذي يجب أن يطابق الأخاديد في الطرق– لضمان تأسيس نظام تجاري يمكن تسييره في جميع أنحاء الإمبراطورية. ربطت تشين الجدران الحدودية الشمالية للولايات التي هزمتها، وهو ما شكل النسخة الأولى التقريبية من سور الصين العظيم.
كانت قبائل الشمال، التي سمتها تشين «وو هو»، غير خاضعة للحكم الصيني خلال معظم فترة حكم السلالة. أغارت قبيلة شيونغنو الموجودة في منطقة أوردوس في شمال غرب الصين على تشين، بعد أن مُنعت عليها التجارة مع فلاحي تشين، ما دفع تشين إلى الانتقام. احتلت تشين المنطقة بعد حملة عسكرية بقيادة الجنرال مينغ تيان في 215 ق.م وأسست نشاطًا زراعيًا، إلا أن الفلاحين كانوا مستائين وثاروا لاحقًا. وتوسعت سلالة هان اللاحقة في أوردوس بسبب الاكتظاظ السكاني، ولكنها استنفدت مواردها في هذه العملية. وفي الحقيقة، توسعت السلالة الحاكمة في اتجاهات متعددة؛ كانت منغوليا الداخلية الحديثة وسنجان والتبت ومنشوريا والمناطق الموجودة في الجنوب الشرقي غريبة عن تشين، وحتى المناطق التي كانت تسيطر عليها عسكريًا كانت مختلفة عنها ثقافيًا.
بعد الوفاة غير الطبيعية لإمبراطور تشين شي هوانغ الناتجة عن تناول حبوب الزئبق، تدهورت حكومة تشين كثيرًا واستسلمت في عام 207 ق.م بعد سيطرة المتمردين على عاصمة تشين ونهبهم لها، وهو الأمر الذي سيؤدي في النهاية إلى صعود سلالة حاكمة جديدة موحِدة للصين. حكمت سلالة تشين 15 عامًا فقط، لكنها أثرت كثيرًا على الصين وهيكل السلالات الحاكمة اللاحقة.

### سلالة هان (206 ق.م–220 م)
تأسست سلالة هان على يد ليو بانغ، الذي انتصر في نزاع تشو هان الذي تبع سقوط سلالة تشين. أدى العصر الذهبي للصين وفترة الاستقرار والازدهار الطويلة في عهد سلالة هان إلى تعزيز دعائم الصين لتصبح دولة موحدة في ظل بيروقراطية إمبراطورية مركزية ستستمر بشكل متقطع لأكثر من ألفي سنة تالية. خلال عهد سلالة هان، وُسعت أراضي الصين لتشمل معظم الصين الداخلية ومناطق في أقصى الغرب. أصبحت الكونفوشية رسميًا العقيدة القويمة في الدولة التي ستحدد شكل الحضارة الصينية لاحقًا. تطورت الفنون والثقافة والعلوم لمستويات غير مسبوقة. وبسبب الآثار العميقة والدائمة لهذه الفترة من التاريخ الصيني، أصبح اسم «هان» يشير للشعب الصيني، ويشكل الهان المجموعة الإثنية المهيمنة في الصين الحديثة، واستخدم الاسم أيضًا للإشارة إلى اللغة الصينية والأحرف المكتوبة. شهد عهد الهان الكثير من الابتكارات الرياضياتية مثل طريقة الحذف الغاوسي التي ظهرت في النص الرياضياتي الصيني المُسمّى الفصول التسعة في فن الرياضيات، وتحديدًا الفصل الثامن مصفوفات مستطيلة. واستخدام الحذف الغاوسي في ثماني عشرة مسألة، واثنتين إلى خمس معادلات. ظهرت أول إشارة إلى عنوان هذا الكتاب في 179 م، ولكن بعض أجزائه كتبت في وقت أقدم نحو 150 ق.م، أي قبل أكثر من 1500 عام من توصل أوروبا إلى هذه الطريقة في القرن الثامن عشر.
بعد السياسات الأولية للإمبراطورين وين وجينغ التي تبعت مبدأ عدم التدخل، وصل الإمبراطور الطموح وو بالإمبراطورية إلى القمة. وبهدف تعزيز سلطته، مُنحت الكونفوشية، التي ترسخ الاستقرار والنظام في مجتمع منظم جيدًا، رعاية خاصة لتكون الأفكار الفلسفية الموجِهة والمبادئ الأخلاقية للإمبراطورية. أُسست جامعات إمبراطورية لدعم دراستها ومواصلة تطويرها، وحُدت المدارس الفكرية الأخرى.
شُنت حملات عسكرية ضخمة لإضعاف إمبراطورية الرحالة «شيونغنو»، وهو ما أعاق نفوذها شمال سور الصين العظيم. بالإضافة إلى الجهود الدبلوماسية لتشانغ تشيان، توسعت دائرة نفوذ إمبراطورية هان إلى الدول في حوض تاريم، وفتحت طريق الحرير الذي يربط الصين بالغرب، ما نشّط التجارة الثنائية والتبادل الثقافي. وفي الجنوب، دُمجت الكثير من الممالك الصغيرة خارج وادي نهر يانغتسي رسميًا في الإمبراطورية.
أرسل الإمبراطور وو سلسلة من الحملات العسكرية ضد قبائل بايوي. ضم الهان مينيوي في 135 ق.م و111 ق.م، ونانياو في 111 ق.م، وديان في 109 ق.م. أدت الهجرة والبعثات العسكرية إلى الاستيعاب الثقافي للجنوب. وساهمت في اتصال الهان بالممالك في جنوب شرق آسيا، وإدخال الدبلوماسية والتجارة إليها.
بعد الإمبراطور وو، انزلقت الإمبراطورية نحو الركود التدريجي والانحدار. وعلى الصعيد الاقتصادي، تعرضت خزينة الدولة للضغوط بسبب الحملات والمشاريع الزائدة، واستنزفت عمليات استحواذ الأراضي من قبل أسر النخبة القاعدة الضريبية تدريجيًا. مارست العشائر القرينة المختلفة سيطرة متزايدة على أباطرة متتالين غير أكفاء وتوقف حكم السلالة في النهاية لفترة وجيزة بسبب انتصار وانغ مانغ.

## الصين المعاصرة

### جمهورية الصين منذ 1912
تم تشكيل الحكومة المؤقتة لجمهورية الصين في نانكينج في 12 مارس 1912. أصبح صن يات صن رئيسًا لجمهورية الصين، لكنه سلم السلطة إلى يوان شيكاي، الذي قاد الجيش الجديد. على مدى السنوات القليلة التالية، شرع يوان في إلغاء المجالس الوطنية والإقليمية، وأعلن نفسه إمبراطورًا لإمبراطورية الصين في أواخر عام 1915. عارض تابعيه بشدة طموحات يوان الإمبراطورية، وفي مواجهة احتمال التمرد، تنازل عن العرش في مارس 1916 وتوفي لأسباب طبيعية في يونيو.
تركت وفاة يوان عام 1916 فراغًا في السلطة. كانت الحكومة الجمهورية ممزقة بالكامل.
فتح ذلك الطريق لعصر أمراء الحرب، الذي حكم خلاله جزء كبير من الصين من خلال تحالفات متحولة من القادة العسكريين الإقليميين المتنافسين وحكومة بييانغ. أطلق المثقفون، المحبطون من فشل الجمهورية، حركة الثقافة الجديدة.
في عام 1919، بدأت حركة الرابع من مايو كرد على الشروط الموالية لليابان والتي فرضت على الصين بموجب معاهدة فرساي بعد الحرب العالمية الأولى، وسرعان ما أصبحت حركة احتجاجية على مستوى البلاد. كانت الاحتجاجات نجاحًا أخلاقيًا، إذ سقط مجلس الوزراء ورفضت الصين التوقيع على معاهدة فرساي، التي منحت مناطق سيطرة ألمانيا من شاندونغ لليابان. اشتد الهياج السياسي والفكري بقوة طوال عشرينيات وثلاثينيات القرن الماضي. وفقا لباتريشيا إيبري:
«القومية، والوطنية، والتقدم، والعلم، والديمقراطية، والحرية كانت الأهداف، أما الإمبريالية، والإقطاع، وأمراء الحرب، والاستبداد، والنظام الأبوي، والالتزام الأعمى بالتقاليد هم الأعداء. كافح المثقفون ليكونوا أقوياء وعصريين، وصينيين أيضًا، من أجل الحفاظ على الصين ككيان سياسي في عالم الدول المتنافسة».
في العشرينات من القرن الماضي، أسس صن يات صن قاعدة ثورية في قوانغتشو وشرع في توحيد الأمة المجزأة. رحب بالمساعدة من الاتحاد السوفيتي (حديثًا بعد استيلاء لينين على السلطة) ودخل في تحالف مع الحزب الشيوعي الصيني الوليد. بعد وفاة صن بمرض السرطان في عام 1925، استولى أحد رعاياه، شيانغ كاي شيك، على الحزب القومي، ونجح في إخضاع معظم جنوب ووسط الصين لحكمه في البعثة الشمالية (1926-1927). بعد هزيمة أمراء الحرب في جنوب ووسط الصين بالقوة العسكرية، تمكن تشيانج من تأمين الولاء الاسمي لأمراء الحرب في الشمال وإنشاء حكومة قومية في نانكينغ. في عام 1927، انقلب تشيانج على الحزب الشيوعي الصيني وطارد بلا هوادة جيوش الحزب الشيوعي الصيني في الجيش الوطني الثوري وقادته خارج حزب الكومينتانغ. في عام 1934، خرجت قوات الحزب الشيوعي الصيني من قواعدها الجبلية مثل جمهورية الصين الشعبية السوفيتية، وشرعت في المسيرة الطويلة عبر أكثر مناطق الصين المقفرة إلى الشمال الغربي، حيث أقاموا قاعدة حرب العصابات في يانان بمقاطعة شنشي. خلال المسيرة الطويلة، أعاد الشيوعيون تنظيم أنفسهم تحت قيادة زعيم جديد هو ماو تسي تونغ (ماو تسي تونغ).
استمرت الحرب الأهلية الصينية المريرة بين القوميين والشيوعيين، علانية أو سرًا، من خلال الاحتلال الياباني الذي دام 14 عامًا لأجزاء مختلفة من البلاد (1931-1945). شكل الحزبان الصينيان اسميًا جبهة موحدة لمعارضة اليابانيين في عام 1937، أثناء الحرب الصينية اليابانية الثانية (1937-1945)، والتي أصبحت جزءًا من الحرب العالمية الثانية. ارتكبت القوات اليابانية العديد من الفظائع الحربية ضد السكان المدنيين، بما في ذلك الحرب البيولوجية (انظر الوحدة 731) وسياسة كلمات كلّ الثلاث «اقتل الكل، احرق الكل، وانهب الكل».
بعد هزيمة اليابان عام 1945، استؤنفت الحرب بين قوات الحكومة القومية والحزب الشيوعي الصيني، بعد محاولات فاشلة للمصالحة وتسوية تفاوضية. بحلول عام 1949، كان الحزب الشيوعي الصيني قد فرض سيطرته على معظم أنحاء البلاد. يقول أود أرن ويستاد إن الشيوعيين انتصروا في الحرب الأهلية لأنهم ارتكبوا أخطاء عسكرية أقل من شيانغ، ولأنه في بحثه عن حكومة مركزية قوية، أثار شيانغ الكثير من المجموعات في الصين، إضافة إلى ضعف حزبه في الحرب ضد اليابانيين. في غضون ذلك، أخبر الشيوعيون مجموعات مختلفة، مثل الفلاحين، ما يريدون سماعه بالضبط، وغطوا أنفسهم بغطاء القومية الصينية. خلال الحرب الأهلية، ارتكب القوميون والشيوعيون فظائع جماعية، فقد قتل كلا الجانبين الملايين من غير المقاتلين. عندما هزمت قوات الحزب الشيوعي الصيني القوات الحكومية القومية في الصين عام 1949، تراجعت الحكومة القومية إلى تايوان بقواتها، جنبًا إلى جنب مع تشانغ وعدد كبير من أنصارهم، وكانت الحكومة القومية قد سيطرت فعليًا على تايوان في نهاية الحرب العالمية الثانية كجزء من الاستسلام الياباني الشامل، عندما استسلمت القوات اليابانية في تايوان لقوات جمهورية الصين.
حتى أوائل السبعينيات، اعتُرف بجمهورية الصين باعتبارها الحكومة الشرعية الوحيدة للصين من قبل الأمم المتحدة والولايات المتحدة ومعظم الدول الغربية، رافضة الاعتراف بجمهورية الصين الشعبية بسبب الحرب الباردة. تغير هذا في عام 1971 عندما أخذت جمهورية الصين الشعبية مكانها في الأمم المتحدة، لتحل محل جمهورية الصين. حكم حزب الكومينتانغ تايوان بموجب الأحكام العرفية حتى عام 1987، بهدف معلن هو توخي الحذر ضد التسلل الشيوعي والاستعداد لاستعادة الصين القارية. لذلك، لم يكن هناك أي تسامح مع المعارضة السياسية خلال تلك الفترة.
في التسعينيات، خضعت جمهورية الصين لإصلاح ديمقراطي كبير، بدءًا من استقالة عام 1991 لأعضاء مجلس اليوان التشريعي والجمعية الوطنية المنتخبين في عام 1947. أنشئت هذه المجموعات في الأصل لتمثيل الدوائر الانتخابية في الصين القارية. ورُفِعت القيود المفروضة على استخدام اللغات التايوانية في وسائط البث والمدارس. وبلغ هذا ذروته مع أول انتخابات رئاسية مباشرة في عام 1996 ضد مرشح الحزب الديمقراطي التقدمي (DPP) والمنشق السابق، بنغ مين مينج. في عام 2000، انتهى وضع حزب الكومينتانغ كحزب حاكم عندما تولى الحزب الديمقراطي التقدمي السلطة، فقط لاستعادة مكانته في انتخابات 2008 التي قادها ما ينج جيو.
نظرًا للطبيعة المثيرة للجدل للوضع السياسي لتايوان، فإن جمهورية الصين معترف بها حاليًا من قبل 14 دولة عضو في الأمم المتحدة والكرسي الرسولي اعتبارًا من عام 2020 كحكومة شرعية لـ «الصين».

### جمهورية الصين الشعبية (منذ عام 1949)
انتهت المعارك الرئيسية في الحرب الأهلية الصينية في عام 1949 مع انسحاب الكومينتانغ (حزب الكومينتانغ) من البر الرئيسي، مع انتقال الحكومة إلى تايبيه والحفاظ على السيطرة على عدد قليل من الجزر فقط. ترك الحزب الشيوعي الصيني مسيطرًا على البر الرئيسي للصين. في 1 أكتوبر 1949، أعلن ماو تسي تونغ جمهورية الصين الشعبية. «الصين الشيوعية» و «الصين الحمراء» كانا اسمين شائعين لجمهورية الصين الشعبية.
تشكلت جمهورية الصين الشعبية من خلال سلسلة من الحملات والخطط الخمسية. تسببت الخطة الاقتصادية والاجتماعية المعروفة بالقفزة العظيمة للأمام في وفاة ما يقدر بنحو 45 مليون شخص. نفذت حكومة ماو عمليات إعدام جماعية لملاك الأراضي، وأقامت نظامًا جماعيًا وطبقت نظام معسكر لاوجاي. أدى الإعدام والوفيات الناجمة عن السخرة وغيرها من الفظائع إلى مقتل الملايين في عهد ماو. في عام 1966 أطلق ماو وحلفاؤه الثورة الثقافية التي استمرت حتى وفاة ماو بعد عقد من الزمان. أدت الثورة الثقافية، بدافع الصراع على السلطة داخل الحزب والخوف من الاتحاد السوفيتي، إلى اضطراب كبير في المجتمع الصيني.
في عام 1972، في ذروة الانقسام الصيني السوفياتي، التقى ماو وزو إنلاي بالرئيس الأمريكي ريتشارد نيكسون في بكين لإقامة علاقات مع الولايات المتحدة. في نفس العام، قُبلت جمهورية الصين الشعبية في الأمم المتحدة بدلًا من جمهورية الصين، مع العضوية الدائمة في مجلس الأمن.
حدث صراع على السلطة عقب وفاة ماو في عام 1976. قُبض على عصابة الأربعة وأُلقي اللوم عليها بسبب تجاوزات الثورة الثقافية، مما يمثل نهاية حقبة سياسية مضطربة في الصين. تغلب دنغ شياو بينغ على الرئيس الخلف المعين لماو هوا جوفينج، وبرز تدريجيًا كزعيم بحكم الأمر الواقع على مدى السنوات القليلة المقبلة.
كان دنغ شياو بينغ زعيم باراماونت للصين من عام 1978 إلى عام 1992، على الرغم من أنه لم يصبح أبدًا رئيسًا للحزب أو الدولة، وقاد تأثيره داخل الحزب البلاد إلى إصلاحات اقتصادية مهمة. بعد ذلك، خفف الحزب الشيوعي سيطرة الحكومة على الحياة الشخصية للمواطنين وتم حل الكوميونات مع حصول العديد من الفلاحين على عقود إيجار متعددة للأراضي، مما زاد بشكل كبير من الحوافز والإنتاج الزراعي. بالإضافة إلى ذلك، فتحت العديد من مناطق السوق الحرة. أنجح مناطق السوق الحرة كانت شينزين. وهي تقع في مقاطعة قوانغدونغ وما تزال المنطقة المعفاة من ضريبة الأملاك موجودة حتى اليوم. يشير هذا التحول في الأحداث إلى انتقال الصين من الاقتصاد المخطط إلى الاقتصاد المختلط مع بيئة السوق المفتوحة بشكل متزايد، وهو نظام أطلق عليه البعض اسم «اشتراكية السوق»، ورسميًا من قبل الحزب الشيوعي الصيني باسم «الاشتراكية ذات الخصائص الصينية». تبنت جمهورية الصين الشعبية دستورها الحالي في 4 ديسمبر 1982.
في عام 1989، ساعدت وفاة الأمين العام السابق هو ياوبانغ في إشعال فتيل احتجاجات ميدان تيانانمين في ذلك العام، وقام الطلاب وغيرهم بحملة لعدة أشهر، وتحدثوا علنًا ضد الفساد ودعوا إلى إصلاح سياسي أكبر، بما في ذلك الحقوق الديمقراطية وحرية التعبير، ومع ذلك، أُخمد كل هذا في نهاية المطاف في 4 يونيو عندما دخلت قوات جيش التحرير الشعبي ومركباته وطهروا الميدان بالقوة، مما أدى إلى سقوط العديد من القتلى. أُبلغ عن هذا الحدث على نطاق واسع، وجلب إدانة عالمية وعقوبات ضد الحكومة. وشوهد في جميع أنحاء العالم حادث مُصوّر «رجل الدبابة».
الأمين العام للحزب الشيوعي الصيني ورئيس جمهورية الصين الشعبية جيانغ تسه مين ورئيس مجلس الدولة الصيني تشو رونغجي، وكلاهما عمدة سابقان لشانغهاي، قادا جمهورية الصين الشعبية في فترة ما بعد تيانانمين في التسعينيات. في ظل إدارة جيانغ وتشو لعشر سنوات، أخرج الأداء الاقتصادي لجمهورية الصين الشعبية ما يقدر بنحو 150 مليون فلاح من الفقر وحافظ على معدل نمو سنوي في الناتج المحلي الإجمالي بلغ 11.2%. انضمت الدولة رسميًا إلى منظمة التجارة العالمية في عام 2001. وبحلول 1997 و1999، أصبحت المستعمرات الأوروبية السابقة لهونج كونج وماكاو مناطق إدارية خاصة في الصين.
على الرغم من أن جمهورية الصين الشعبية تحتاج إلى النمو الاقتصادي لتحفيز تنميتها، لكن بدأت الحكومة بالشعور بالقلق من أن النمو الاقتصادي السريع يؤدي إلى تدهور موارد البلاد وبيئتها. مصدر قلق آخر هو أن بعض قطاعات المجتمع لا تستفيد بشكل كافٍ من التنمية الاقتصادية لجمهورية الصين الشعبية، أحد الأمثلة على ذلك هو الفجوة الواسعة بين المناطق الحضرية والريفية. نتيجة لذلك، في عهد الأمين العام السابق للحزب الشيوعي الصيني والرئيس هو جينتاو ورئيس مجلس الدولة وين جياباو، بدأت جمهورية الصين الشعبية سياسات لمعالجة قضايا التوزيع العادل للموارد، لكن النتيجة لم تكن معروفة حتى عام 2014. هُجّر أكثر من 40 مليون مزارع من أراضيهم من أجل التنمية الاقتصادية، مما ساهم في 87000 مظاهرة وأعمال شغب في جميع أنحاء الصين في 2005. بالنسبة للكثير من سكان جمهورية الصين الشعبية، تحسنت مستويات المعيشة بشكل كبير للغاية وزادت الحرية، لكن بقيت الضوابط السياسية مشددة والمناطق الريفية فقيرة.